# Banteay Ampil (huyện)
Banteay Ampil là một huyện srok thuộc tỉnh Oddar Meancheay tại Campuchia. Theo thống kê năm 1998, huyện có tổng dân số là 27.075.